# سال گذشته در مارین‌باد
سال گذشته در مارین‌باد (به فرانسوی: L'Année dernière à Marienbad) فیلمی ۹۴ دقیقه‌ای به کارگردانی آلن رنه با بازی دلفین سیریگ است. این فیلم مشهور به سبک داستان قرون وسطایی است که مخاطبان و منتقدان را مجذوب خود کرده‌است. این فیلم در جشنواره فیلم ونیز جایزه شیر طلایی را از آن خود کرد.

## داستان فیلم
فیلم در یک دژ یا در یک هتل باروک اتفاق می افتد. مردی با یک زنی برخورد می‌کند که مدعی است سال گذشته او را در مارین باد ملاقات کرده و اکنون او را در آنجا می بیند. او انکار می‌کند که قبلاً با هم ملاقاتی داشته‌اند. نقش سوم فیلم مرد دیگری است که ممکن است شوهر زن باشد. از طریق عقاید اسرارآمیز و فکری رویایی در زمان و فضا ، روابط افراد بررسی می‌شود. گفتگوها و حوادث در محیط‌های مختلف در دژ و اطراف تکرار می‌شوند.

## کتابشناسی
- ۱۳۸۰ - سال گذشته در مارین باد؛ ترجمهٔ پرویز شهدی؛ انتشارات دشتستان.
- ۱۳۹۹ - سال گذشته در مارین باد؛ نقد فیلم، ترجمهٔ ابراهیم برزگر؛ انتشارات ایجاز.